# Douglas DC-6
Douglas DC-6 je putnički ili transportni avion s klipnim motorima kojeg je izgrađivala od 1946. do 1959. godine Američka tvornica zrakoplova Douglas Aircraft Company. Izrađeno je više od 700 aviona od kojih mnogi i danas lete kao teretni, vojni ili izviđački avioni.

## Povijesni razvoj
1944. Ratno zrakoplovstvo SAD-a odobrile su razvoj DC-6 pod imenom XC-112. Zahtijevao se veći zrakoplov od tada popularnog C-54 Skaymaster-a, sa snažnijim motorima i kabinom pod pritiskom. Završetkom Drugog svjetskog rata US zračne snage odustaju od svojih zahtjeva i Douglas preinačuje prototip u civilni transporter. Prvi DC-6 isporučen je u ožujku 1947. Pri kraju te godine avioni su prizemljeni radi više uzastopnih pojava požara tijekom leta. Nakon pronalaska uzroka požara (ventil za gorivo smješten pokraj usisnika zraka turbine za hlađenje kabine) i urađene modifikacije, flota je ponovno uzletjela poslije samo četiri mjeseca provedenih na zemlji. Američka kompanija Pan Am uvela je svoju prvu preko-oceansku redovnu putničku liniju 1952. godine.

## Inačice
Douglas je dizajnirao četiri osnovne inačice zrakoplova:
- osnovni DC-6 inačicu s najvećim doletom i najvećom ukupnom težinom,
- DC-6A namijenjen za prijevoz tereta na koji su ugrađena velika kargo vrata,
- DC-6B dizajniran za prijevoz putnika i
- DC-6C inačica koja je mogla prevoziti i teret i putnike ("kombi-inačica" u kojoj jedan dio kabine ima sjedišta a drugi je namijenjen za utovar tereta).

## Tehničke karakteristike
Osnovne karakteristike
- kapacitet: 54-102 putnika
- dužina: 32,18 m
- raspon krila: 35,81 m
- površina krila: 135,9 m2
- visina: 8,66 m

Letne karakteristike
- ekonomska brzina: 507 km/h
- dolet: 4.840 km
- brzina penjanja: 5,44 m/s
- motor: četiri zvjezdasta motora
  - propeler: Hamilton Standard 43E60 "Hydromatic"  stalne brzine

## Vanjske poveznice
- DC-6 airliners.net
- DC-6 oldprops.ukhome.net/